# Andrea Pirlo
Andrea Pirlo (født 19. maj 1979 i Flero, Lombardiet) er en italiensk tidligere fodboldspiller og træner. Han var senest træner for Sampdoria.
Som aktiv spiller spillede han i en årrække for AC Milan og Juventus samt for Italiens landshold. Han var kendt for sit opfindsomme spil, sine evner til at slå lange afleveringer og som dødboldsspecialist.
Pirlo har repræsenteret de italienske ungdomshold U-15, U-18 og U-21 og førte sidstnævnte til sejr i Europamesterskabet for U/21-landshold i 2000 som turneringens bedste spiller og topscorer. Han var samme år med på det italienske landshold ved OL 2000 i Sydney, hvor Italien i kvartfinalen tabte til Spanien. Han fik debut for A-landsholdet under kvalifikationsrunden til VM 2002 og var anfører to år senere, da Italien vandt bronze ved OL 2004 i Athen. Senere var han altafgørende i landsholdets sejr ved VM 2006. Han blev kåret til kampens spiller tre gange, herunder også i finalen, mere end nogen anden spiller i turneringen, og vandt til sidst også Bronze-bolden. (turneringens tredje bedste spiller). Senere var han også med i alle kampe, da Italien blev nummer to ved EM 2012. Han opnåede i alt 116 A-landskampe og scorede tretten mål.
Med Milan har han vundet Champions League i 2003 og i 2007, den europæiske Super Cup i 2003 og i 2007, Scudetto’en i 2004 og i 2011, den italienske Super Cup i 2004, Verdensmesterskabet i fodbold i 2007, og den italienske cup i 2003.
Han blev kåret til verdens 3. og 2. bedste playmaker ved IFFHS World Playmaker of the Year awards i henholdsvis 2006 og 2007. Holdkammeraterne på det italienske landshold gav ham kælenavnet "l'architetto" (arkitekten) fordi hans lange afleveringer hyppigt fører til scoringsmuligheder for Gli Azzurri.

## Klubkarriere

### Tidlige år
Pirlo er født i Flero, Lombardiet, Italien. Hans bror, Ivan spiller for en Serie C2 klub i Brescia. Pirlo debuterede for Brescia mod Reggina. At have erobret en plads på førsteholdet, blev Pirlo spottet af Internazionale-træneren Mircea Lucescu, der skrev under med den unge playmaker / Angriber. Pirlo havde dog svært ved at kæmpe sig på førsteholdet og Inter sluttede som nummer 8 i 1998–99-sæsonen af Serie A. Pirlo blev udlejet til den klub han havde debuteret mod i 1995, Reggina. Efter en imponerende sæson, vendte han tilbage til Inter, men havde stadig svært ved at bryde igennem, og spillede kun 4 ligakampe og brugte ræsten af sæsonen på et lån til sin tidligere klub, Brescia.

### Milan
Det var i Milan han fik mulighed for at udvikle sig til en verdensklassespiller. Med Milan, vandt han to Scudetto og to Champions League-titler. Han vandt også den italienske Super Cup en gang og UEFA Super Cup to gange med Milan i 2003 og 2007. Det værste øjeblik i Pirlos karriere, var det brændte straffespark i Champions League finalen 2005, da hans skud blev reddet af Jerzy Dudek.
Pirlo startede sin karriere som som offensiv midtbanespiller / Angriber, og spillede denne position indtil træner Carlo Mazzone opfandt en dybtliggende playmaker rolle imens han spillede for Brescia sammen med bl.a. Roberto Baggio. Carlo Ancelotti arbejdede videre på denne position i Milan. Siden da, dannede han et formidabelt makkerskab med Gennaro Gattuso på midtbanen og Pirlo har fået øgenavnet the metronome for den måde, hvorpå han bygger holdets spil op.

## Titler
- Vinder af Champions League 2002/2003
- Vinder af Champions League 2006/2007
- Vinder af Verdensmesterskabet i fodbold 2006
- Vinder af Serie A 2003/2004
- Vinder af Serie A 2010/2011
- Vinder af Serie A 2011/2012
- Vinder af Serie A 2012/2013
- Vinder af Serie A 2013/2014
- Vinder af Serie A 2014/2015

## Statistik
| Hold           | Sæson          | Serie A | Serie A | Italienske Cup | Italienske Cup | Europæisk turnering | Europæisk turnering | Andre turneringer | Andre turneringer | Total | Total |
| Hold           | Sæson          | Kampe   | Mål     | Kampe          | Mål            | Kampe               | Mål                 | Kampe             | Mål               | Kampe | Mål   |
| -------------- | -------------- | ------- | ------- | -------------- | -------------- | ------------------- | ------------------- | ----------------- | ----------------- | ----- | ----- |
| Brescia        | 1994–95        | 1       | 0       | -              | -              | -                   | -                   | -                 | -                 | 1     | 0     |
| Brescia        | 1995–96        | -       | -       | -              | -              | -                   | -                   | -                 | -                 | 0     | 0     |
| Brescia        | 1996–97        | 17      | 2       | 1              | 0              | -                   | -                   | -                 | -                 | 18    | 2     |
| Brescia        | 1997–98        | 29      | 4       | 1              | 0              | -                   | -                   | -                 | -                 | 30    | 4     |
| Brescia        | Total          | 47      | 6       | 2              | 0              | –                   | –                   | –                 | –                 | 49    | 6     |
| Internazionale | 1998–99        | 18      | 0       | 5              | 0              | 7                   | 0                   | -                 | -                 | 30    | 0     |
| Internazionale | 2000–01        | 4       | 0       | 1              | 0              | 3                   | 0                   | -                 | -                 | 8     | 0     |
| Internazionale | Total          | 22      | 0       | 8              | 0              | 10                  | 0                   | –                 | –                 | 40    | 0     |
| Reggina (loan) | 1999–00        | 28      | 6       | 2              | 0              | -                   | -                   | -                 | -                 | 31    | 6     |
| Reggina (loan) | Total          | 28      | 6       | 2              | 0              | –                   | –                   | –                 | –                 | 30    | 6     |
| Brescia (loan) | 2001           | 10      | 0       | -              | -              | -                   | -                   | -                 | -                 | 10    | 0     |
| Brescia (loan) | Total          | 10      | 0       | –              | –              | –                   | –                   | –                 | –                 | 10    | 0     |
| Milan          | 2001–02        | 18      | 2       | 2              | 0              | 9                   | 0                   | -                 | -                 | 29    | 2     |
| Milan          | 2002–03        | 27      | 9       | 2              | 0              | 13                  | 0                   | -                 | -                 | 42    | 9     |
| Milan          | 2003–04        | 32      | 6       | -              | -              | 9                   | 1                   | 3                 | 1                 | 44    | 8     |
| Milan          | 2004–05        | 30      | 4       | 1              | 0              | 12                  | 1                   | -                 | -                 | 43    | 8     |
| Milan          | 2005–06        | 33      | 4       | 4              | 0              | 12                  | 1                   | -                 | -                 | 49    | 5     |
| Milan          | 2006–07        | 34      | 2       | 4              | 0              | 14                  | 1                   | -                 | -                 | 52    | 3     |
| Milan          | 2007–08        | 33      | 3       | 1              | 0              | 8                   | 2                   | 3                 | 0                 | 45    | 5     |
| Milan          | 2008–09        | 26      | 1       | -              | -              | 3                   | 1                   | -                 | -                 | 29    | 2     |
| Milan          | 2009–10        | 34      | 0       | 1              | 0              | 8                   | 1                   | -                 | -                 | 39    | 1     |
| Milan          | 2010–11        | 17      | 1       | 3              | 0              | 5                   | 0                   | -                 | -                 | 25    | 1     |
| Milan          | Total          | 284     | 32      | 18             | 0              | 93                  | 8                   | 6                 | 1                 | 397   | 44    |
| Juventus       | 2011–12        | 37      | 3       | 3              | 0              | -                   | -                   | -                 | -                 | 40    | 3     |
| Karriere total | Karriere total | 428     | 47      | 33             | 0              | 103                 | 8                   | 6                 | 1                 | 570   | 56    |